# Насі кампур
Насі кампур (індонез. Nasi campur «змішаний рис»), також відомий як Насі рамес на Яві — індонезійська страва, що складається з ложки насі путіх (білого рису) та невеликими порціями інших страв з м'ясом, овочами, арахісом, яйцями і крупуком з смаженими креветками. Залежно від походження, продавець насі кампуру може подавати кілька гарнірів, включаючи овочі, рибу та м'ясо. Це основна страва Індонезії, популярна в Малайзії, Сінгапурі, Брунеї та південному Таїланді, а також у Нідерландах через колоніальні зв'язки з Індонезією. Подібна форма під назвою чанпуру існує на Окінаві.

## Поширення та походження
Насі кампур набув широкого поширення в Індонезії і такий ж різноманітний, як і сам індонезійський архіпелаг, з регіональними особливостями приготування. Немає точних, вказівок, рецептів або визначення того, з чого складається насі кампур, оскільки індонезійці та багато з південно-східних азіатів зазвичай споживають рис на пару в оточенні гарнірів, що складаються з овочів і м'яса. Як наслідок, питання походження рецепту залишається незрозумілим. Насі кампур зазвичай сприймається як приготований на пару рис, оточений стравами, які можуть складатися з овочів і м'яса, які подають порціями для одного, на відміну від тумпенга, який подають великими порціями або рійстафель, який подавали на розкішних колоніальних бенкетах.
Різні місцеві варіації існують у Південно-Східній Азії: від Яви, Балі, Малайського півострова, Борнео, Сулавесі та індо-колоніальних до китайсько-індонезійських версій насі кампур. Подібний аналог Мінангкабау називається насі Паданг і відомий, особливо в регіоні Суматра.

### Балі

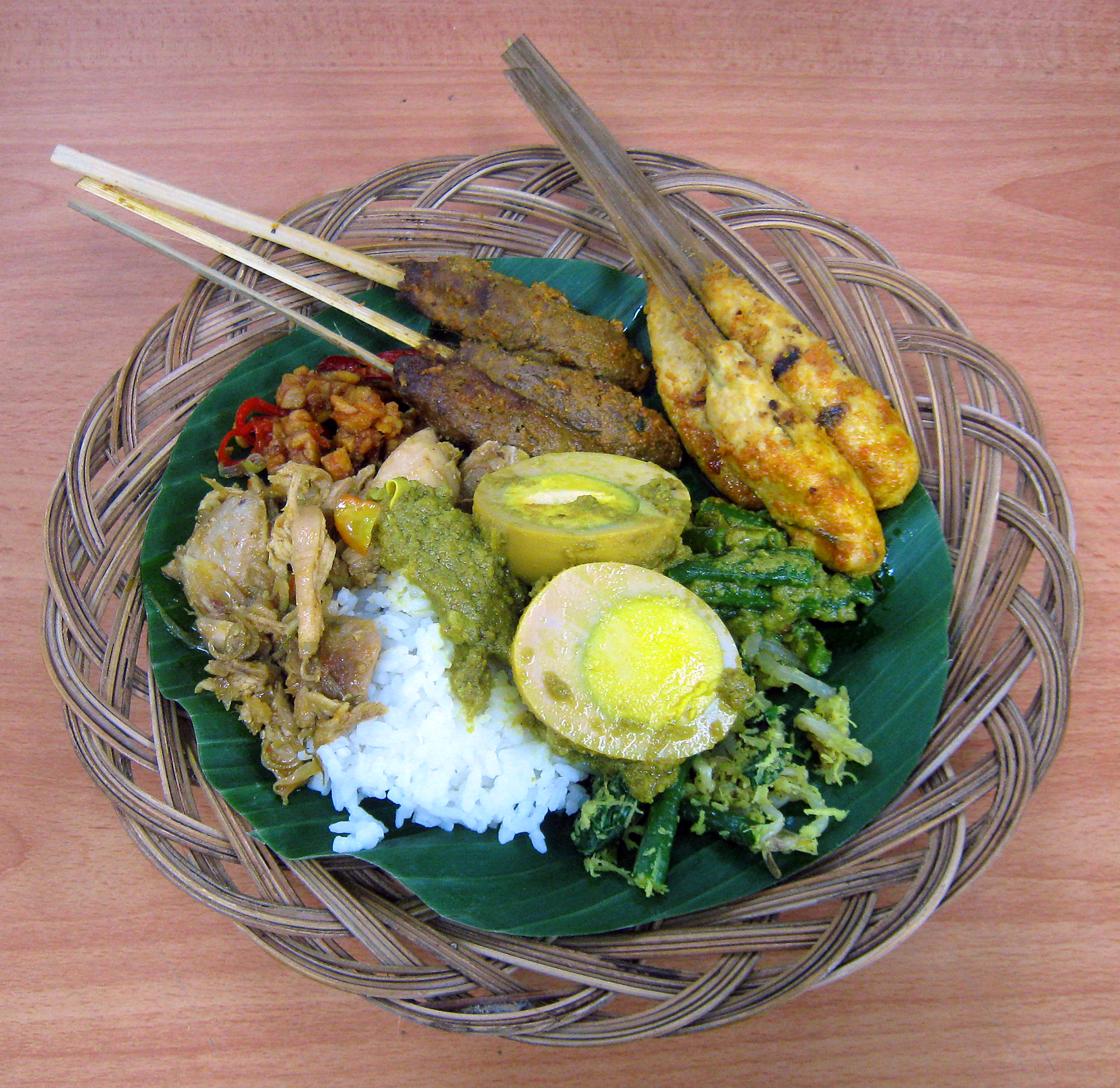
Насі кампур балійська версія з двома видами шашлику, яйцем та овочами

На Балі змішаний рис під назвою насі кампур Балі або просто насі Балі є улюбленим серед туристів. Балійська версія насі кампуру, ймовірно, є найвідомішою на міжнародному рівні, в основному завдяки «фактору Балі», як острівного курорту серед іноземних відвідувачів. Смак часто чітко локальний, підкреслений баса генеп (балійською сумішшю спецій), яка використовується як основа для багатьох страв з каррі та овочів. Балійська версія змішаного рису може мати тунець на грилі, смажений тофу, огірок, шпинат, темпе, кубики яловичини, овочеве каррі, кукурудзу, соус чилі на рисовій ложі. Змішаний рис часто продають вуличні торговці, загорнутий у банановий лист.
На острові більшість індуїсти, тому балійська версія може додавати лауар і бабі гулінг у насі кампур. Тим не менш, халяльна версія доступна з бетуту, шашлика та яєць, які додаються до рису.

### Ява
На Яві насі кампур часто називають насі рамес, і по всьому острову доступні широкі варіації. Одна страва, яка зазвичай зустрічається в яванському насі кампур — це смажена локшина. Насі рамес — це страва, створена на Західній Яві під час Другої світової війни індоєвропейською кухаркою Труусою ван дер Капеллен, яка керувала суповими кухнями Бандунга під час і після японської окупації . Пізніше вона відкрила ресторан в Нідерландах і зробила страву не менш популярною там.
У Джок'якарті яванська версія насі кампур називається насі інкунг, яка складається з цілої приготованої курячої страви, яка називається аям інкунг, урапан касултан, перкедел, емпал гапіт, сате тусук дживо і рис тумпенг.

### Китайці Індонезії

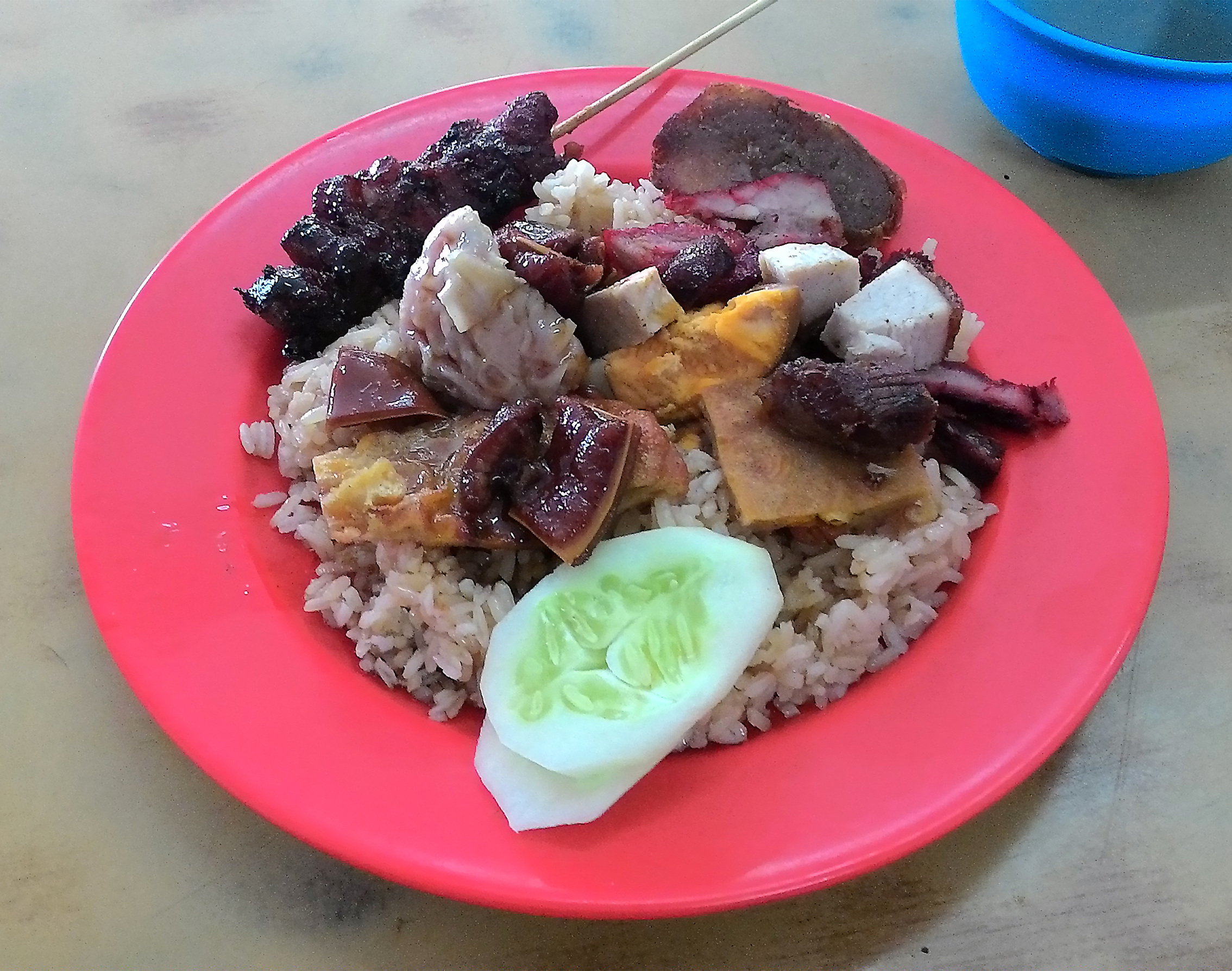
Насі кампур, китайсько-індонезійська версія

Китайці Індонезіїї, які проживають в Джакарті та інших великих містах, використовують термін насі кампур вільно для позначення насі кампур Тіонгхоа (тобто насі кампур у китайському стилі), страви з рису з асортиментом м'яса, приготоване на грилі, наприклад, чар сіу, хрустка смажена свинина, солодка свиняча ковбаса та свинячий сатай. Цю страву зазвичай подають із простим китайським курячим супом або сайур асином, індонезійським прозорим бульйоном зі свинячих кісток із ферментованою зеленню гірчиці. Однак назви для подібної страви не існує в материковому Китаї, Сінгапурі, Малайзії чи навіть більшості інших районів Індонезії за межами Джакарти.

## Насі кампур сьогодні
Насправді назву насі кампур використовують для маркетингу та зручності для місцевих жителів. Категоризувати всі буфети як насі кампур, лише через наявність рису та асортименту страв, немає сенсу.
Назва насі кампур Тіонгхоа є скороченою версією «насі денган дагінг кампур кара Тіонгоа» (тобто «рис з асортиментом м'яса в китайському стилі»). Більшість китайських продавців та фуд-корти в регіоні подають лише один вид м'яса з рисом і мискою бульйону. Таким чином, у більшості випадків, меню цих китайських продавців стосується специфічного м'яса, що супроводжує звичайний рис, наприклад, гострий рис або смажений рис зі свинини. У цьому відношенні насі кампур Тіонгхоа — це комбіноване меню з різноманітних китайських м'ясних страв на барбекю.
Здебільшого насі кампур відноситься саме до індонезійської та малайзійської версій страви. В Індонезії це належати до будь-якого виду рису в оточенні різних страв. У Малайзії це стосується більш конкретно малайського змішаного рису. У Японії, Сполучених Штатах та більшості зарубіжних країн насі кампур часто відноситься до балійської версії, тоді як у Нідерландах найчастіше відноситься до індоколоніальних насі рамес. Самі гарніри дуже відрізняються в різних регіонах і закладах харчування.

## Галерея

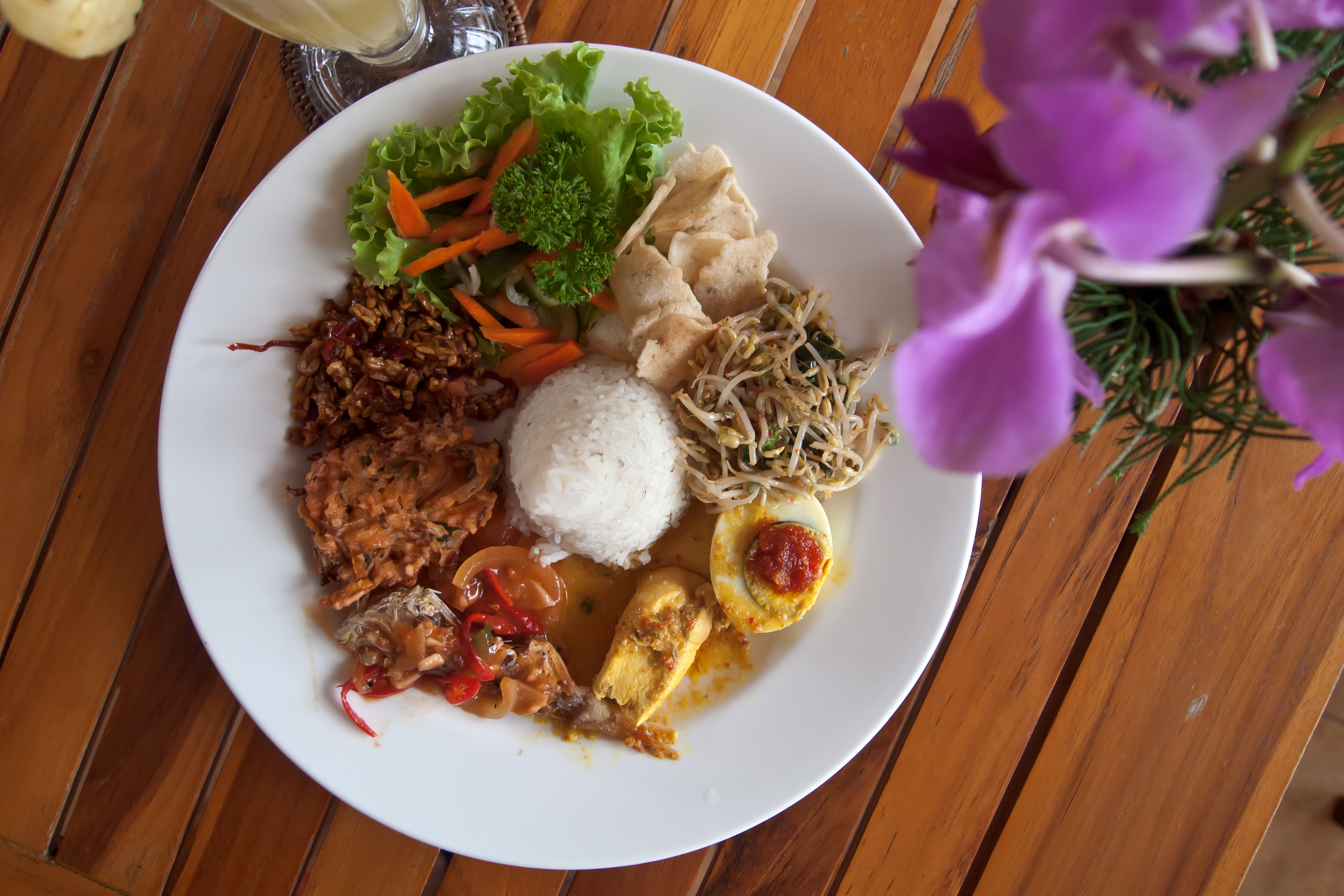
Насі кампур, балійська версія
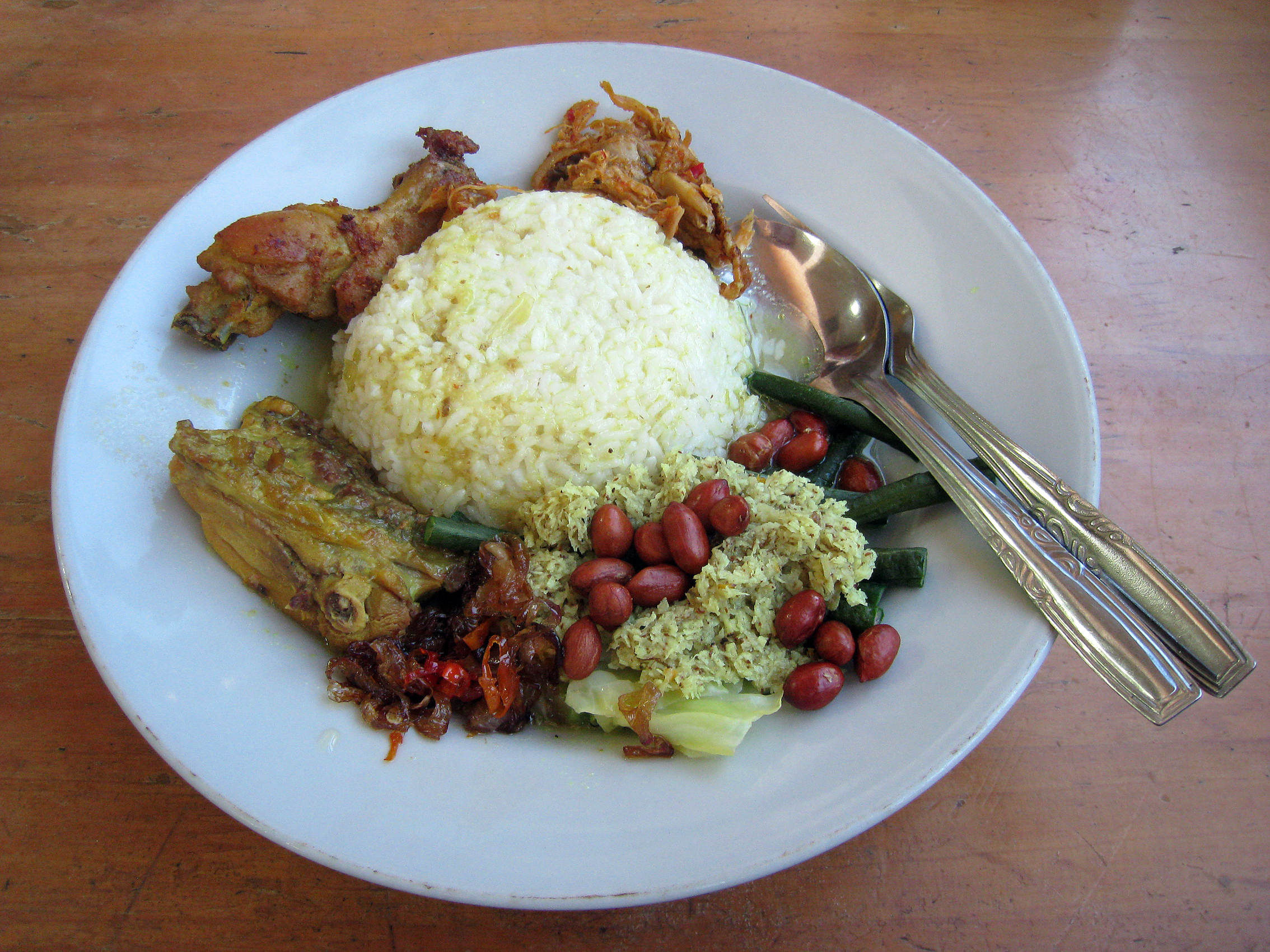
Насі кампур Балі з бетуту та овочами
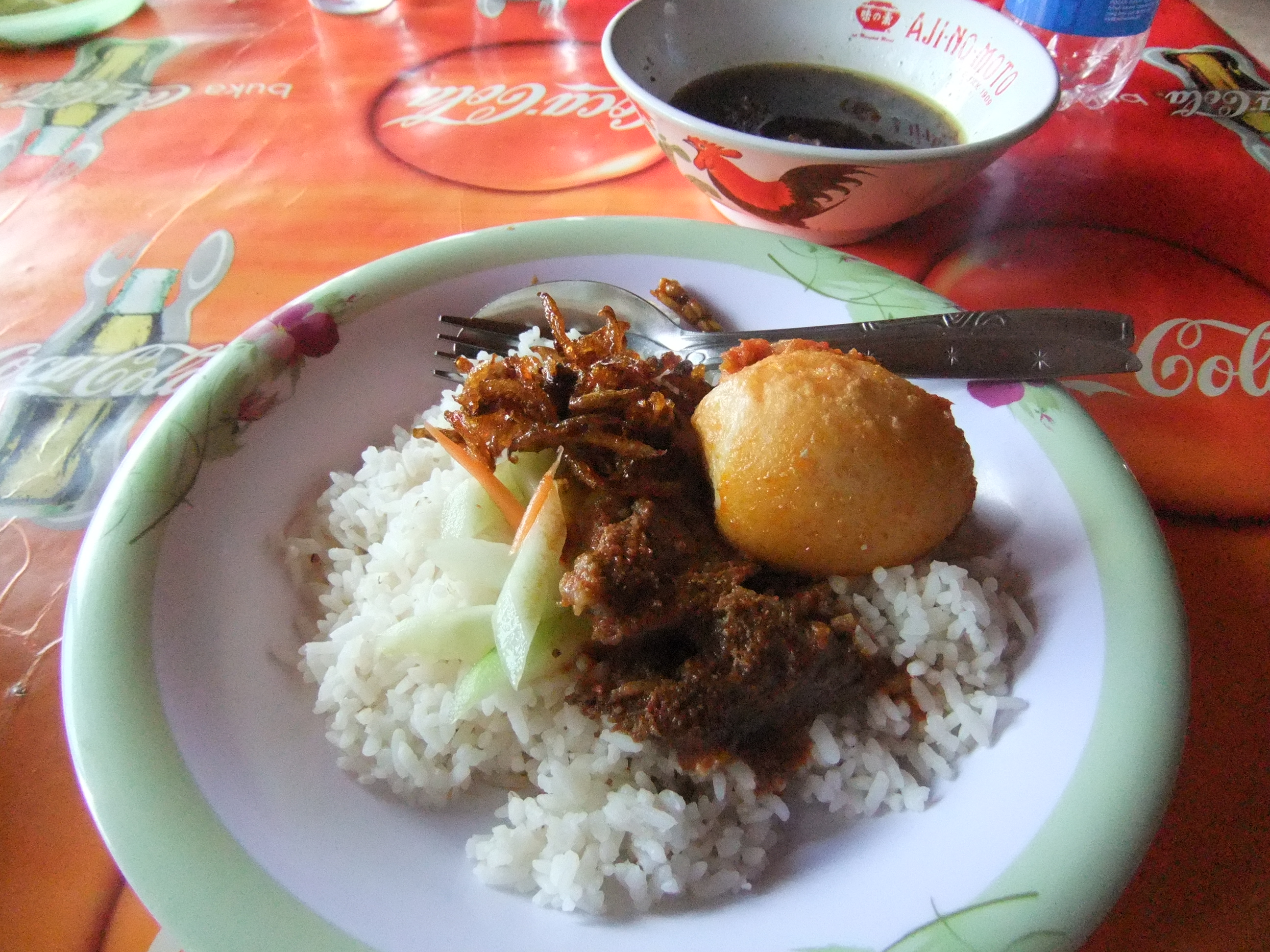
Насі кампур з сирицею із Сурабаї
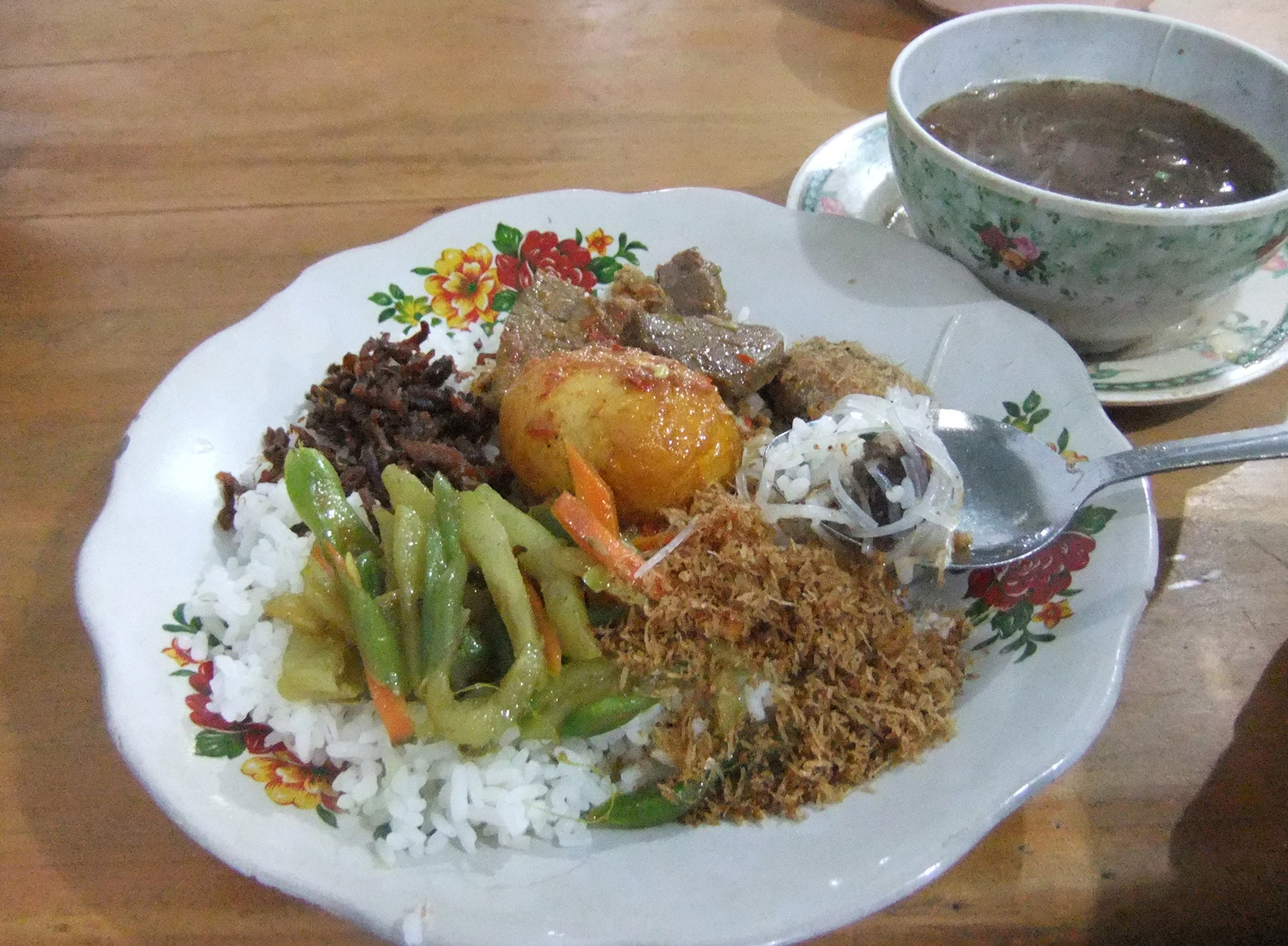
Насі кампур з супом з буйвола, який подається в Тана-Тораджа, Південний Сулавесі
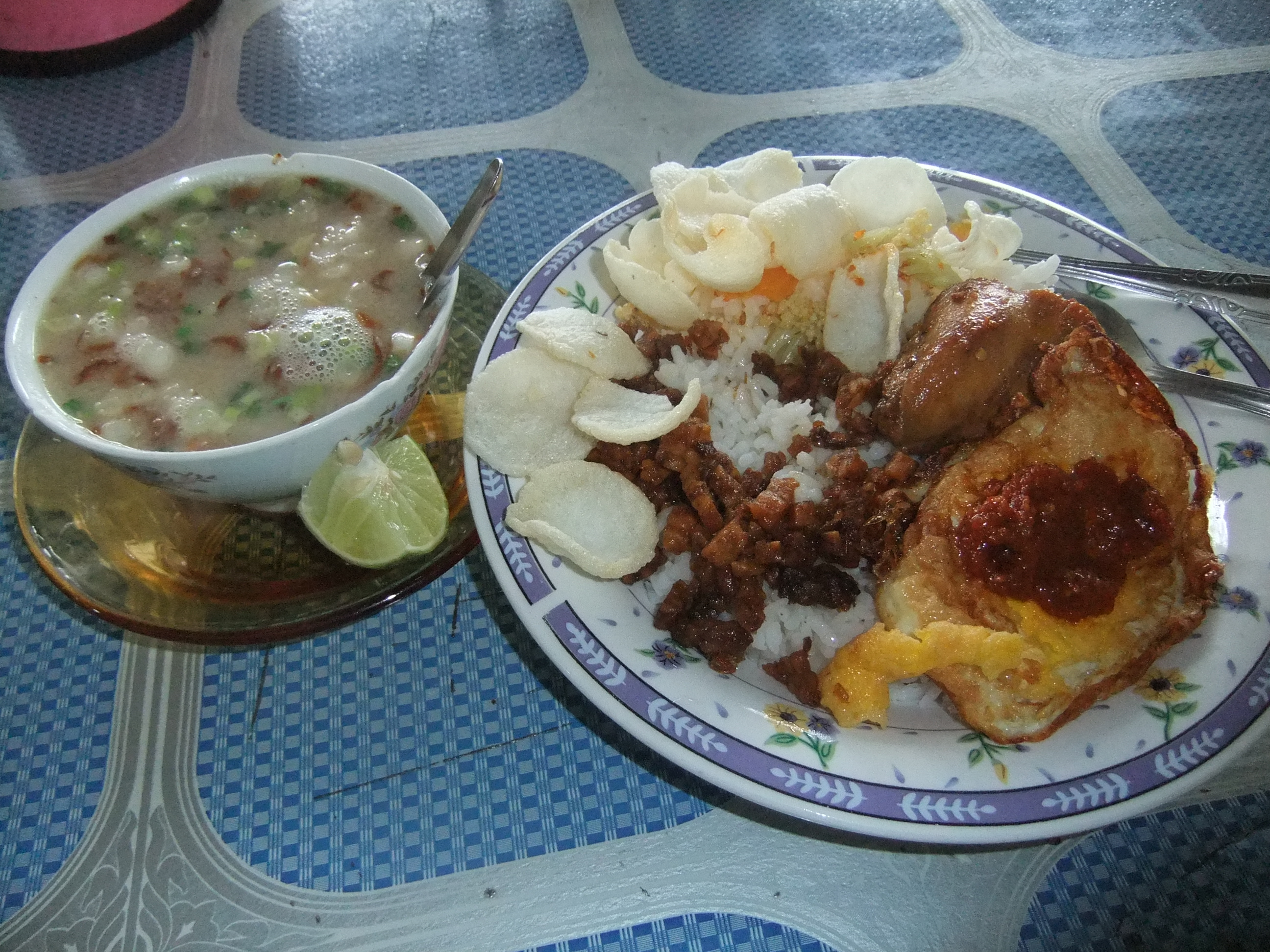
Насі кампур подається у Дженепонто, Південний Сулавесі
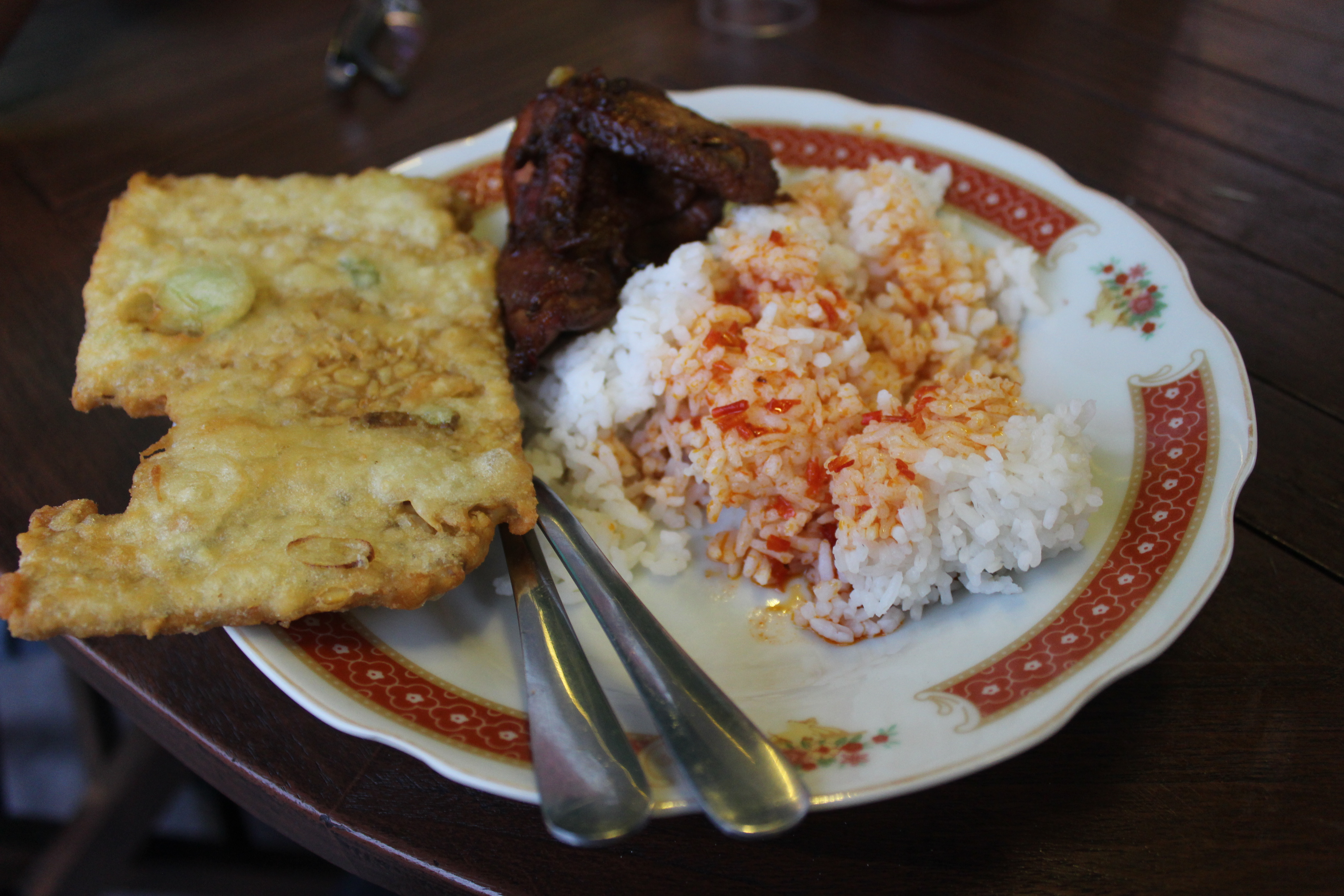
Яванській насі кампур з медовою куркою та темпе